# Abdalá de Zanzíbar
Abdalá bin Jalifa al-Busaíd (12 de febrero de 1910-1 de julio de 1963) (en árabe: عبد الله بن خليفة‎) fue el décimo sultán de Zanzíbar.

## Gobierno
Reinó desde el 9 de octubre de 1960 hasta el 1 de julio de 1963. A su muerte fue sucedido como sultán por su hijo Jamshid. Murió debido a complicaciones de diabetes.

## Hijos
- Sultán Sayyid Jamshid Bin Abdullah bin Khalifa Bin Harub.
- Sayyida Sughiya bint Abdullah bin Khalifa Bin Harub.
- Sayyida Sindiya bint Abdullah bin Khalifa Bin Harub.
- Sayyid Mohammed bin Abdullah bin Khalifa Bin Harub.
- Sayyida Shariffa bint Abdullah bin Khalifa Bin Harub.
- Sayyida Harub bin Abdullah bin Khalifa Bin Harub.